# Campionati mondiali di badminton 1985
I campionati mondiali di badminton 1985 sono stati la quarta edizione dei campionati mondiali di badminton.
La competizione si è svolta dal 10 al 16 giugno a Calgary, in Canada.

## Medagliere
| Posiz. | Nazione       | Oro | Argento | Bronzo | Totale |
| ------ | ------------- | --- | ------- | ------ | ------ |
| 1      | Cina          | 3   | 3       | 4      | 10     |
| 2      | Corea del Sud | 2   | 0       | 2      | 4      |
| 3      | Danimarca     | 0   | 1       | 2      | 3      |
| 4      | Svezia        | 0   | 1       | 0      | 1      |
| 5      | Indonesia     | 0   | 0       | 1      | 1      |
| 5      | Inghilterra   | 0   | 0       | 1      | 1      |

## Podi
| Evento              | Oro                        | Argento                         | Bronzo                            |
| Singolare maschile  | Han Jian                   | Morten Frost                    | Pieter Nierhoff                   |
| Singolare maschile  | Han Jian                   | Morten Frost                    | Yang Yang                         |
| Singolare femminile | Han Aiping                 | Wu Jianqui                      | Li Lingwei                        |
| Singolare femminile | Han Aiping                 | Wu Jianqui                      | Zheng Yuli                        |
| Doppio maschile     | Park Joo-bong Kim Moon-soo | Li Yongbo Tian Bingyi           | Liem Swie King Hariamanto Kartono |
| Doppio maschile     | Park Joo-bong Kim Moon-soo | Li Yongbo Tian Bingyi           | Mark Christensen Michael Kjeldsen |
| Doppio femminile    | Han Aiping Li Lingwei      | Lin Ying Wu Dixi                | Kim Yun-ja Yoo Sang-hee           |
| Doppio femminile    | Han Aiping Li Lingwei      | Lin Ying Wu Dixi                | Kang Haeng-suk Hwang Sun-ae       |
| Doppio misto        | Park Joo-bong Yoo Sang-hee | Stefan Karlsson Maria Bengtsson | Nigel Tier Gillian Gowers         |
| Doppio misto        | Park Joo-bong Yoo Sang-hee | Stefan Karlsson Maria Bengtsson | Zhang Xinguang Lao Yujing         |